# سجن سوجامو

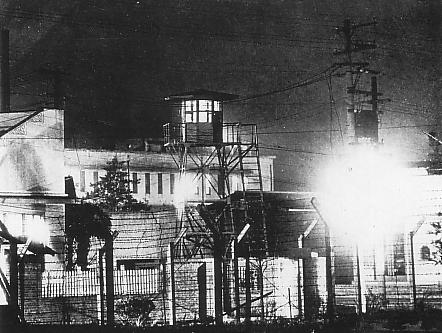
سجن سوجامو تحت الاحتلال الأمريكي بتاريخ 22 ديسمبر 1948م

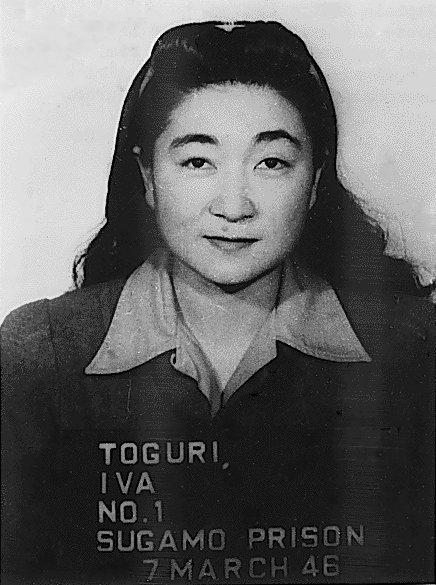
حبست إيفا توغوري في سجن سوجامو عام 1946م بتهمة خيانة الوطن

سجن سوجامو (باليابانية: 巣鴨拘置所)، سجن عسكري للإمبراطورية اليابانية، كان مقره في العاصمة اليابانية طوكيو، بني عام 1895م، وحبس فيه أشهر الموقوفين، ويحكم على الإعدام للمدانين في سجن سوجامو اليابانية، تم هدم السجن عام 1971م.

## المرجع
Ginn, John L. (1992). Sugamo Prison, طوكيو: An Account of the Trial and Sentencing of Japanese War Criminals in 1948, by a U.S. Participant. McFarland & Company. ISBN 0-89950-739-5.